# Daniel Anander
Daniel Haquini Anander, död 10 juli 1697, var en svensk pietistisk präst.

## Biografi
Anander blev student vid Lunds universitet 1669, studerade därefter i Wittenberg, varifrån han återvände till Sverige 1671 och samma år blev student vid Uppsala universitet. 1672 utverkade Stockholms konsistoriums tillstånd att översätta superintenden Jacob Helwigs katekes, men någon översättning kom dock aldrig till stånd. Han prästvigdes 1677, verkade som huspredikant och var 1680-81 predikant vid artilleriförsamlingen i Stockholm under Peter Agraeus' änkas nådår. Anander utnämndes 1681 till komminister i Klara församling och blev samma år brunnspredikant vid Stockholms surbrunn.  
Ananders pietistiskt färgade religion, som han gav uttryck för i sin outgivna Nova concionandi methodus non nova från 1683, ledde honom tidigt i konflikt med statskyrkan. 1682-83 ingrep konsistoriet mot honom, då han på grund av religiösa skäl ändrat böneformuläret. Även hans predikningar väckte anstöt, då han i dessa använt folkliga uttryck som att Jesus ridit in i Jerusalem som en "pickelhäring" och att han under hudflängningen stått "vid stocken som en hora". Han ändrade även i formuläret vid nattvardens utdelande då han ansåg sig inte vilja "kalla hederligt folk du". Redan 1683 kritiserade han ett riksdagsbeslut, men 1686 drog han slutligen ordentligt på sig myndigheternas missnöje genom att angripa Sveriges riksbank och hävda att allt räntetagande var förbjudet enligt bibeln.  
Alnander suspenderades samma år från sin prästtjänst, förklarades sinnessjuk och inspärrades 1687 på Danvikens hospital, till dess han kommit till insikt om sina villfarelser och gjort avbön. Till en början behandlades han där väl, han bodde på Danviken med hustru och barn samt två tjänare och tilläts även lämna hospitalet för besök på landet. Han tilläts även predika i sin kammare och utdelade även nattvarden till de övriga intagna. Sedan han under ett besök i Trögds härad uppviglat allmogen mot 1689 års riksdagsbeslut, förklarades han på nytt sinnessjuk och isolerades denna gång under bevakning.